# Ти си ми у крви (песма)
Ти си ми у крви је песма коју пева Здравко Чолић, српски певач. Песма је објављена 1984. године истоименом албуму и пета је песма са овог албума.

## Текст и мелодија
Песма Ти си ми у крви је ауторско дело, чији је текст написалa Споменка Ковач.
Музику и аранжман за песму радио је Корнелије Ковач.

## Спот
Музички видео је на Чолићев званични Јутјуб канал отпремљен 22. маја 2013. године.